# Wilhelm Bopp
Wilhelm Bopp (auch „Willy“ Bopp, vollständig Johann Martin Wilhelm Karl Bopp, * 4. November 1863 in Mannheim; † 11. Juni 1931 in Bühlerhöhe (bei Baden-Baden)) war ein deutscher Dirigent, Musikschriftsteller und Musikpädagoge.

## Leben
Wilhelm Bopp war in Mannheim Schüler von Jean Becker und Ferdinand Langer. 1879 ging er ans Leipziger Konservatorium und studierte bei Henry Schradieck und Salomon Jadassohn und dann in München bei Emil Paur.
1884 wurde Wilhelm Bopp Dirigent der Liedertafel in Freiburg im Breisgau. 1886 wurde er Solorepetitor am Frankfurter Stadttheater. Später wurde er Assistent von Felix Mottl in Karlsruhe und Bayreuth. 1889 wurde er Lehrer am Mannheimer Konservatorium. Er wirkte daneben auch als Musikreferent der Neuen Badischen Landeszeitung. Im Herbst 1900 eröffnete er unter dem Protektorat der badischen Großherzogin eine Hochschule für Musik in Mannheim. 1907 wurde Bopp als Direktor des Konservatorium der Musikfreunde nach Wien berufen. Die Umwandlung dieses Lehrinstitutes in die „K.K. Akademie für Musik und Darstellende Kunst“ erfolgte am 1. Januar 1909 unter der Leitung Bopps. 1919 erbat er seine Entlassung und wirkte ab diesem Zeitpunkt wieder in Mannheim.